# العلاقات الأوكرانية الفرنسية
العلاقات الأوكرانية الفرنسية هي العلاقات الثنائية التي تجمع بين أوكرانيا وفرنسا.

## مقارنة بين البلدين
هذه مقارنة عامة ومرجعية للدولتين:
| وجه المقارنة                                              | أوكرانيا                                   | فرنسا                                                    |
| --------------------------------------------------------- | ------------------------------------------ | -------------------------------------------------------- |
| المساحة (كم2)                                             | 603.63 ألف                                 | 643.80 ألف                                               |
| عدد السكان (نسمة)                                         | 45.55 مليون                                | 67.12 مليون                                              |
| الكثافة السكانية (ن./كم²)                                 | 75.46                                      | 104.26                                                   |
| العاصمة                                                   | كييف                                       | باريس                                                    |
| اللغة الرسمية                                             | اللغة الأوكرانية                           | لغة فرنسية                                               |
| العملة                                                    | هريفنا أوكرانية، كاربوفانيتس، روبل سوفييتي | يورو، فرنك س ف ب، فرنك فرنسي، Livre tournois ‏            |
| الناتج المحلي الإجمالي (بليون دولار)                      | 112.15 مليار                               | 2.58 تريليون                                             |
| الناتج المحلي الإجمالي (تعادل القوة الشرائية) بليون دولار | 352.98 مليار                               | 2.87 تريليون                                             |
| الناتج المحلي الإجمالي الاسمي للفرد دولار أمريكي          | 2.11 ألف                                   | 36.20 ألف                                                |
| الناتج المحلي الإجمالي للفرد دولار أمريكي                 | 8.66 ألف                                   | 39.33 ألف                                                |
| مؤشر التنمية البشرية                                      | 0.747                                      | 0.888                                                    |
| رمز المكالمات الدولي                                      | +380                                       | +33                                                      |
| رمز الإنترنت                                              | .ua، .укр ‏                                 | .fr، .bzh ‏، .tf، .re، .wf، .yt، .pm، .paris              |
| المنطقة الزمنية                                           | ت ع م+02:00، ت ع م+03:00، توقيت شرق أوروبا | أوروبا/باريس ‏، توقيت وسط أوروبا، توقيت وسط أوروبا الصيفي |

## مدن متوأمة
في ما يلي قائمة باتفاقيات التوأمة بين مدن أوكرانية وفرنسية:
- ترتبط بروفاري مع فونتوني سو بوا باتفاقية توأمة منذ 1985.
- ترتبط خاركيف مع ليل باتفاقية توأمة منذ 23 أبريل 2001.[17][17][17][18]
- ترتبط زاباروجيا مع بلفور باتفاقية توأمة منذ 16 أكتوبر 1997.[19][19][20][20]
- ترتبط خوتين مع La Couronne, Charente [الإنجليزية]‏ باتفاقية توأمة.
- ترتبط ميليتوبول مع بريف لا غايلارد باتفاقية توأمة.
- ترتبط أوديسا مع مارسيليا باتفاقية توأمة منذ 1968.[21][22][22][23]
- ترتبط أومان مع Romilly-sur-Seine [الإنجليزية]‏ باتفاقية توأمة.
- ترتبط لوهانسك مع سانت إتيان باتفاقية توأمة منذ 24 يناير 2014.[24][24][25][25]
- ترتبط ميكولايف مع ليون باتفاقية توأمة منذ 1995.
- ترتبط نوفا كاخوفكا مع سان إتيان دو روفراي باتفاقية توأمة.
- ترتبط كييف مع تولوز باتفاقية توأمة منذ 1995.[26][27][28][29]
- ترتبط كورستين مع Charvieu-Chavagneux [الإنجليزية]‏ باتفاقية توأمة.

## منظمات دولية مشتركة
يشترك البلدان في عضوية مجموعة من المنظمات الدولية، منها:
| علم المنظمة | اسم المنظمة                               | تاريخ انضمام أوكرانيا | تاريخ انضمام فرنسا |
| ----------- | ----------------------------------------- | --------------------- | ------------------ |
|             | وكالة ضمان الاستثمار متعدد الأطراف        | 19 يوليو 1994         | 28 ديسمبر 1989     |
|             | الأمم المتحدة                             | 24 أكتوبر 1945        | 24 أكتوبر 1945     |
|             | الفريق المعني برصد الأرض                  | ?                     | ?                  |
|             | منظمة حظر الأسلحة الكيميائية              | ?                     | ?                  |
|             | منظمة التجارة العالمية                    | 16 مايو 2008          | 1995               |
|             | منظمة الشرطة الجنائية الدولية             | ?                     | ?                  |
|             | منظمة الأمن والتعاون في أوروبا            | 30 يناير 1992         | 25 يونيو 1973      |
|             | مؤسسة التنمية الدولية                     | 27 مايو 2004          | 30 ديسمبر 1960     |
|             | نظام تحكم تكنولوجيا القذائف               | 1998                  | 1987               |
|             | يونسكو                                    | 12 مايو 1954          | 4 نوفمبر 1946      |
|             | مجلس أوروبا                               | 9 نوفمبر 1995         | 5 مايو 1949        |
|             | الاتحاد البريدي العالمي                   | ?                     | ?                  |
|             | البنك الدولي للإنشاء والتعمير             | 3 سبتمبر 1992         | 27 ديسمبر 1945     |
|             | اتفاقية السماوات المفتوحة                 | ?                     | ?                  |
|             | المنظمة الهيدروغرافية الدولية             | ?                     | ?                  |
|             | الاتحاد الدولي للاتصالات                  | 7 مايو 1947           | 1866               |
|             | مؤسسة التمويل الدولية                     | 18 أكتوبر 1993        | 20 يوليو 1956      |
|             | المنظمة الأوروبية لسلامة الملاحة الجوية   | 2004                  | 1960               |
|             | المركز الدولي لتسوية المنازعات الاستشارية | 7 يوليو 2000          | 20 سبتمبر 1967     |
|             | مجموعة أستراليا                           | 2005                  | 1985               |
|             | مجموعة الموردين النوويين                  | ?                     | ?                  |

## أعلام
هذه قائمة لبعض الشخصيات التي تربطها علاقات بالبلدين:
- آن الكييفية (1025 – 5 سبتمبر 1075)
- أولغا كوريلنكو (عارضة أزياء فرنسية، 14 نوفمبر 1979[38][39] – )
- ديانا ستاركوفا (عارضة أزياء فرنسية، 29 ديسمبر 1996 – )
- فيليب الأول ملك فرنسا (23 مايو 1052 – 29 يوليو 1108)
- كازيمير ناتوف (لاعب كرة قدم فرنسي، 9 نوفمبر 1929[40] – 16 ديسمبر 2010)
- مارينا هاندز (ممثلة فرنسية، 10 يناير 1975 – )
- هيو كونت فرماندوا (1057 – 18 أكتوبر 1101)

## وصلات خارجية
- موقع وزارة الخارجية الأوكرانية
- موقع وزارة الخارجية الفرنسية